# Záliv

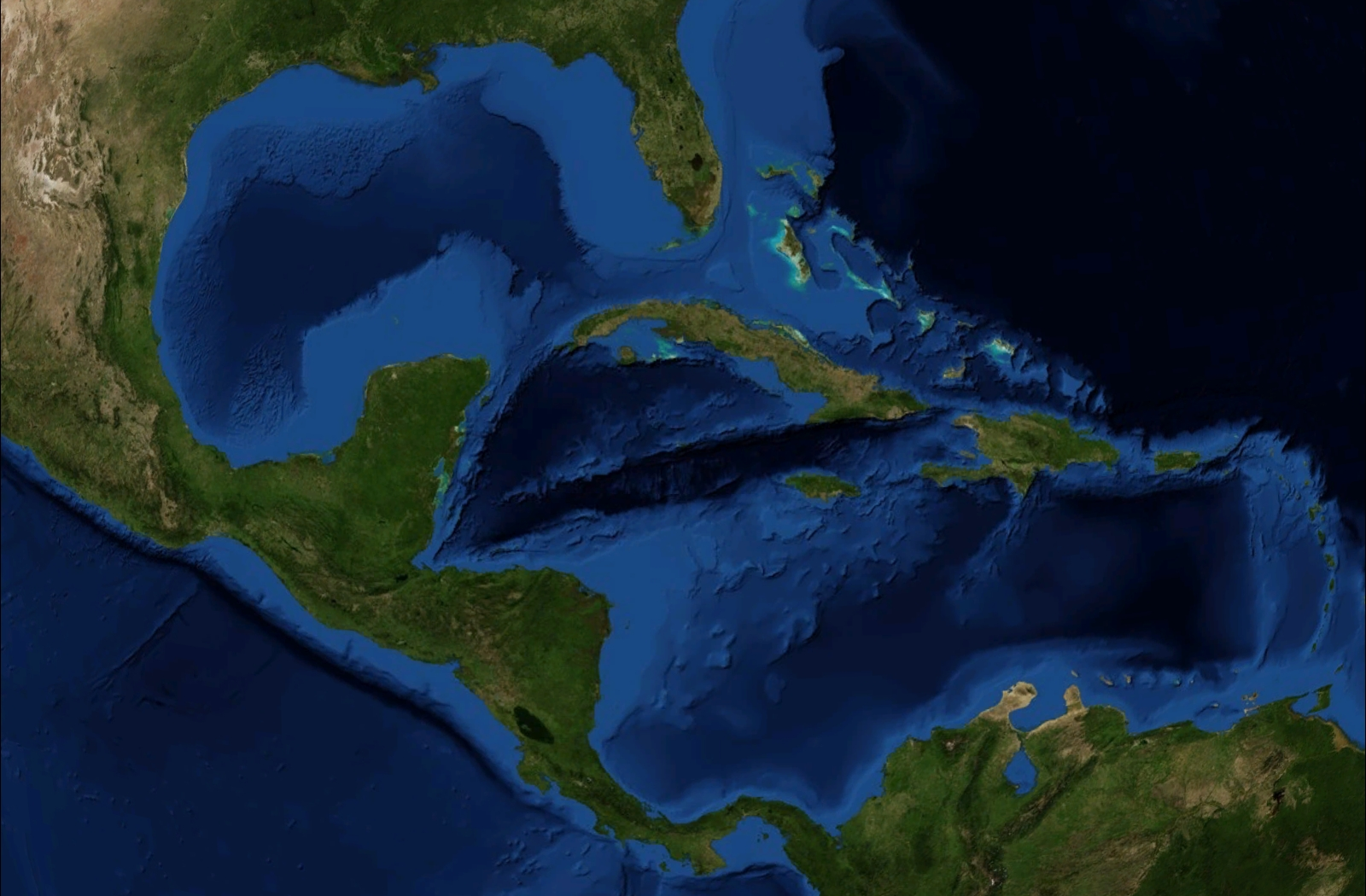
Satelitní snímek Mexického zálivu společně s oblastí Střední Ameriky

Záliv je výběžek vodní plochy do pevniny. Je to část jezera, moře nebo oceánu, která se zařezává do pevniny takovým způsobem, že je ze tří stran obklopena pevninou. Menší a od volné části vody částečně oddělený záliv se nazývá zátoka, velmi dlouhý a úzký mořský záliv se nazývá fjord.

## Příklady zálivů
- Afrika: Guinejský záliv, Suezský záliv
- Evropa: Biskajský záliv, Botnický záliv, Finský záliv, Boka Kotorska, Kvarnerský záliv, Neapolský záliv
- Asie: Bengálský záliv, Perský záliv, Adenský záliv, Ománský záliv, Akabský záliv
- Amerika: Mexický záliv, Hudsonův záliv
- Austrálie: Velký australský záliv